# Marzio Toniolo
Marzio Toniolo (Ponte dell'Olio, 30 ottobre 1984) è un fotografo italiano.

## Biografia
Dopo otto anni trascorsi nella provincia di Lodi si trasferisce con la famiglia in Sardegna, a Dolianova (Ca), dove vivrà per più di vent'anni. Nel 2020 è stato il primo fotoreporter in Italia ed in Europa a documentare, quotidianamente, la vita durante i diciotto giorni di prima zona rossa per l’emergenza sanitaria da Covid-19, nella provincia di Lodi.
Il suo reportage gli è valso il Premio Internazionale Flaiano, Speciale per il Giornalismo, ricevuto a Pescara il 5 luglio 2020.
Il Premio conferitogli rappresenta un’eccezione per i Premi Flaiano relativi al giornalismo, non essendo, egli, appartenente all’Ordine. Tuttavia, vista la specificità del caso e considerato il fatto che nessun giornalista potesse accedere nella zona rossa, la giuria ha deciso ugualmente di premiarlo.